# Me'Lisa Barber
Me'Lisa Barber (Livingston, 4 ottobre 1980) è una velocista statunitense, campionessa mondiale indoor dei 60 metri piani a Mosca 2006.

## Biografia
Me'Lisa Barber, sorella gemella di Mikele, anch'essa velocista, inizia la carriera agonistica praticando i 400 metri piani. Con la staffetta 4×400 metri vince il titolo mondiale a Saint-Denis nel 2003.
Dal 2005 si specializza nelle distanze di velocità più brevi, come 100 e 200 m piani. Ai Campionati del mondo di Helsinki vince l'oro con la staffetta 4×100 metri e partecipa alla prova dei 100 metri piani, classificandosi 5ª col tempo di 11"09.
L'anno seguente a Mosca si laurea campionessa mondiale indoor dei 60 m piani, battendo la connazionale e campionessa in carica dei 100 m piani Lauryn Williams.

## Palmarès
| Anno | Manifestazione      | Sede          | Evento      | Risultato | Prestazione | Note                                    |
| ---- | ------------------- | ------------- | ----------- | --------- | ----------- | --------------------------------------- |
| 2003 | Giochi panamericani | Santo Domingo | 400 m piani | 5ª        | 52"53       |                                         |
| 2003 | Giochi panamericani | Santo Domingo | 4×400 m     | Oro       | 3'26"40     |                                         |
| 2003 | Mondiali            | Saint-Denis   | 4×400 m     | Oro       | 3'22"63     | Miglior prestazione mondiale stagionale |
| 2005 | Mondiali            | Helsinki      | 100 m piani | 5ª        | 11"09       |                                         |
| 2005 | Mondiali            | Helsinki      | 4×100 m     | Oro       | 41"78       | Miglior prestazione mondiale stagionale |
| 2006 | Mondiali indoor     | Mosca         | 60 m piani  | Oro       | 7"01        | Miglior prestazione mondiale stagionale |

## Campionati nazionali
- 1 volta campionessa nazionale dei 100 metri piani (2005)
- 2 volte campionessa nazionale indoor dei 60 metri piani (2006, 2009)

## Altre competizioni internazionali
2005
- 5ª alla World Athletics Final ( Monaco), 100 m piani - 11"09

2006
- 4ª alla World Athletics Final ( Stoccarda), 100 m piani - 11"10